# Broadhurst Park
Pour les articles homonymes, voir Broadhurst.
Broadhurst Park est un stade de football basé à Moston près de Manchester, en Angleterre.
Ce stade est la résidence du FC United of Manchester et du Moston Juniors FC. Il est connu sous le nom du projet qui a permis sa construction, le Moston Community Stadium, jusqu'à ce qu'il soit officiellement baptisé en 2014.

## Historique

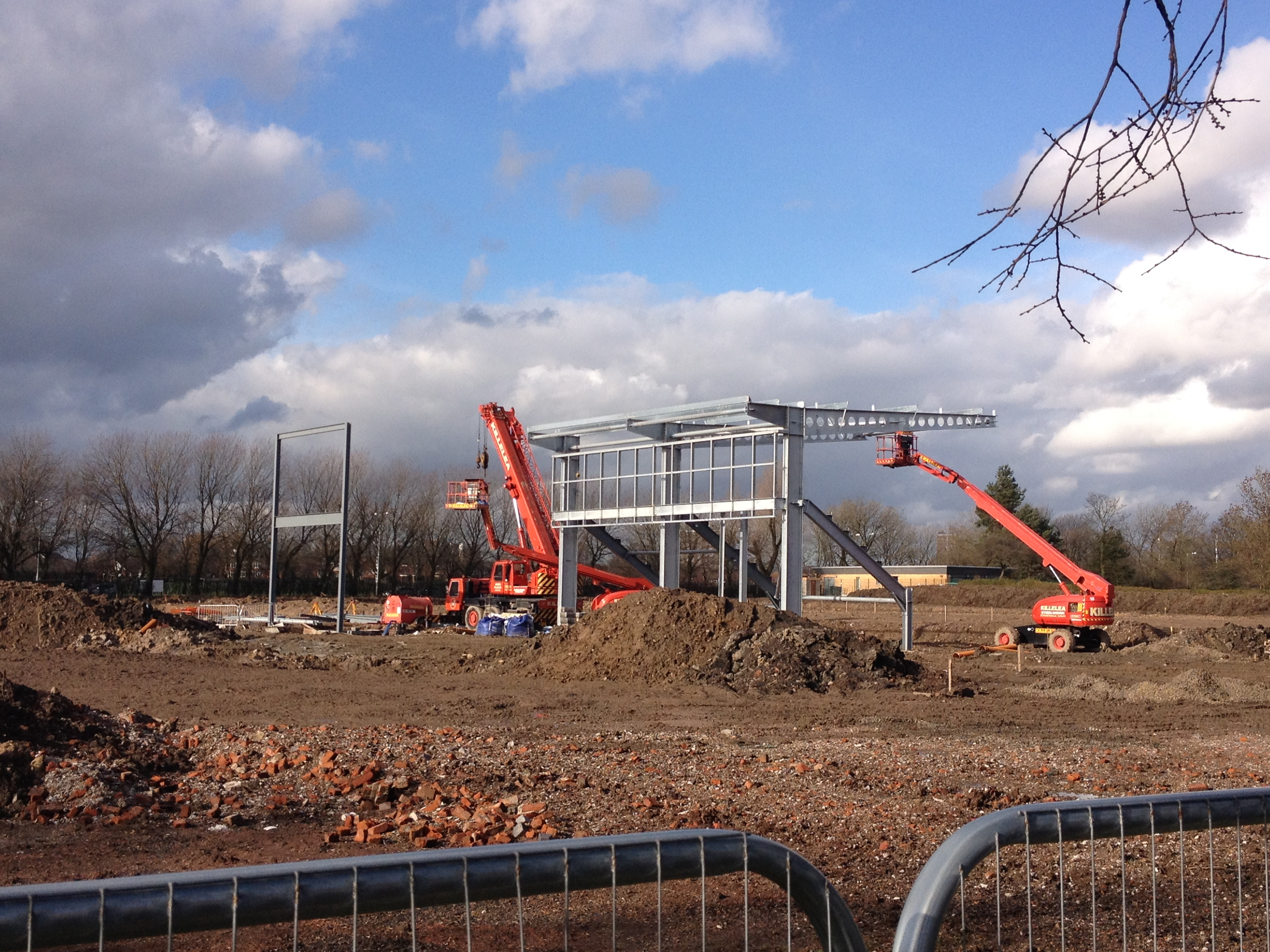
Broadhurst Park en construction en février 2014

Il est construit à l'initiative du FC United, un club lancé en 2005 par d'anciens supporters déçus de Manchester United FC, dont l'objectif était de faire construire un stade dans l'agglomération pour 2012. Retardé par les difficultés liées à la recherche du lieu, le chantier démarre en novembre 2013. 
Le stade est finalement inauguré en mai 2015, avec une capacité initiale de 4 400 places, à l'occasion d'un match amical face au Benfica Lisbonne.